# 空戰奇兵 突擊地平線
《空戰奇兵：突擊地平線》是皇牌空战系列的第十一部作品，首部推出於PlayStation 3平台上的空戰奇兵系列作品。

## 系統
由於本作強調空戰射擊之快感，因此引進「近距攻擊系統」（Close-Range Assault）：空對空戰鬥中，戰鬥機及多用途機可進入「纏鬥模式」（Dog Fight Mode）；空對地戰鬥中，攻擊機及多用途機可進入「空襲模式」（Air Strike Mode）。部分任務需要強制使用上述模式以擊落目標。
本作是系列首部明確設定主角相關資訊的作品，也是第二部把世界設定於真實世界之作品。本作也首次引進攻擊直昇機和轟炸機作為可使用機體，以及容許操縱攻擊直昇機機關槍和空中砲艇火砲。
遊戲也提供網上多人模式，提供首都攻防戰（Capital Conquest）、統治（Domination）、死鬥（Deathmatch）及合作任務（Mission CO-OP）。

## 劇情
西元2015年，北大西洋公約組織派遣由多國部隊組成之聯合國軍（包括第108特遣部隊）前往東非大陸打擊威脅當地之反政府軍SRN。由於發現SRN背後獲俄羅斯犯罪組織Blatnoi經濟援助，以法國空軍將軍皮埃爾·拉普安特為首的北約聯合軍與以俄羅斯空軍將軍伊凡·史達格雷少夫為首的俄軍的關係之間出現緊張。在一次打擊SRN行動中，北約聯合軍發現敵方持有一種力量足以與戰略性核子武器匹敵之大殺傷力飛彈Trinity。在SRN進攻第108特遣部隊基地時，史達格雷少夫與約半數俄軍叛離北約聯合軍投向SRN，並且對以美國空軍中校威廉·畢夏普率領之戰狼小隊作出攻擊（俄羅斯空軍少校謝爾蓋·伊里奇維持與第108特遣部隊同盟）。在史達格雷少夫之空軍部隊被擊落後，SRN之首安德烈·馬可夫前來迎戰並重創威廉之座機，隨後利用Trinity毀滅了一個鄰近城市。
在獲悉SRN與Blatnoi企圖對杜拜使用Trinity後，第108特遣部隊立即出擊，雖成功欄截所有轟炸機與貨輪但沒發現載有任何Trinity；後來發現SRN進攻杜拜只是個聲東擊西的計畫，現以史達格雷少夫為首之Blatnoi的真正目的是在俄羅斯發動政變，在創立新俄羅斯聯邦（New Russian Federation）後迅速佔領首都莫斯科與數個俄羅斯城市。第108特遣部隊與現由伊里奇帶領之餘下同盟俄軍在敵方使用了Trinity的情況下成功解放莫斯科，威廉也成功擊落馬可夫但未能將其殺死。史達格雷少夫最終聯絡北約聯合軍以進行新俄羅斯聯邦之投降談判，但在通話中被馬可夫刺殺－馬可夫之目的並非控制俄羅斯而是為於美軍空襲波斯尼亞期間被殺之妻子向美國復仇。在盜取了最後一枚Trinity後，馬可夫帶領部屬逃往南非準備向美國發動直接攻擊。
伊里奇最終被發現自波斯尼亞空襲後一直與馬可夫交好，並脫離第108特遣部隊加入馬可夫一方前往美國。戰狼小隊被立即調至邁阿密並協助美國空軍於上空與馬可夫的勢力交戰。馬可夫成功伏擊威廉但在飛彈即將命中時被戰狼小隊2號機荷西·古提雷茲上尉以機身擋下。威廉在協助荷西彈出駕駛艙後正面迎擊馬可夫並把其Trinity之尾翼擊毀，並在佛羅里達沿岸補充座機燃料後追截馬可夫與伊里奇，伊里奇為馬可夫爭取時間而攔截威廉但被擊落而戰死。戰狼小隊到達首都華盛頓時發現城市已受馬可夫勢力攻擊，所有陸上防衛最終被瓦解，馬可夫也於此時駕駛 T-50 現身，企圖直搗白宮並於近距離投下Trinity（因尾翼被毀無法作遠程航行），威廉前往攔截而二機隨即於沿途上展開纏鬥戰。於二機接近白宮時威廉成功擊毀馬可夫座機的駕駛艙，並趕在Trinity命中目標前將之擊落引爆，最後在降落時獲得民眾的歡呼。
若玩家选择不跳过最后的制作人员名单，则可见到彩蛋：几架直升机找到了弹射落入海中的荷西上尉。

## 角色

### 北大西洋公約組織聯合軍
威廉·畢夏普（William Bishop）
軍階中校，第108特遣部隊戰狼小隊隊長（代號Warwolf 1），個性沉著冷靜。因經常在夢中看見自己被一台機首繪有鯊嘴塗裝的Su-35戰鬥機殺死而苦惱。
荷西·「卡茲」·古提艾雷茲（Jose "Gutts" Gutierrez）
軍階上尉，第108特遣部隊戰狼小隊隊員（代號Warwolf 2），威廉·畢夏普之好友，擔任僚機給予支援。曾擔任F-15飛行指導教官，平時愛開玩笑，但在作戰時則具備良好的冷靜及判斷力。
道格·「帝雷」·羅賓遜（Doug "D-ray" Robinson）
軍階上尉，第108特遣部隊射手部隊指揮官兼遊牧人隊隊長，駕駛AH-64D阿帕契攻擊直升機。性格較為嚴肅不苟言笑。
珍妮絲·利爾（Janice Rehl）
軍階少校，第108特遣部隊之AC-130駕駛員（代號Razor 1）。個性好強，與戰狼小隊隊員荷西·古提雷茲上尉之間的關係有如姊弟。
詹士·米歇爾（James "Hawkgunner" Mitchell）
第108特遣部隊遊牧人隊士兵，MH-60黑鷹直升機機槍射手。
Magic
第108特遣部隊空中預警機管制官。
皮耶·勒龐 （Pierre Lapointe）
法國空軍將軍，第108特遣部隊總指揮官，一位嚴格且不妥協於其他勢力的軍人。

### 俄羅斯政府軍
謝爾蓋·伊里奇（Sergei Illich）
軍階少校，代號紅月一號（Red Moon 1），北約聯合軍之俄羅斯援軍成員，與戰狼小隊成員交好。與前俄羅斯上校安德烈·馬可夫為舊識。
伊凡·史達格雷少夫（Ivan Stagleishov）
軍階將軍，以支援軍將軍的身分和代表北約的指揮官皮埃爾將軍一同參與反政府軍的作戰，但對協助北約作戰呈現不願配合的態度，並對威廉中校等來於任務中發現反政府軍中有俄羅斯人一事表現出懷疑。

### 反政府軍
安德烈·馬可夫（Andrei Markov）
前俄羅斯空軍上校，曾被頒發俄羅斯英雄勳章，現為僱傭兵。其妻於美國空軍空襲波斯尼亞期間被殺，從此痛恨以美國為首之西方社會。其綽號「阿庫拉」（Akula，俄語‘鯊魚’之意）來自其戰鬥機機首之鯊嘴塗裝。

## 外部連結
- （日語） 空戰奇兵：突擊地平線日本官方網站 （页面存档备份，存于）
- （英文） 空戰奇兵：突擊地平線歐美官方網站
- （繁體中文） 巴哈姆特電玩資訊站本作品專屬頁 （页面存档备份，存于）